# Museum of Modern Art
Museum of Modern Art (MoMA), är ett konstmuseum beläget på Manhattan i New York. Det invigdes 1929.
Museet är inrymt i en tekniskt avancerad byggnad och innehåller amerikansk och europeisk konst från 1870 och framåt. Vidare ingår i programmet arkitekturmodeller, affischer, möbler, barnteckningar, film, fotografi, grafik med mera.
Museet har sedan det öppnades visat vägen för en verksamhet som försöker vidga konstens konventionella gränser, dels genom att gå utanför traditionen, det vill säga måleri och skulptur, när det gäller samlandet, dels genom olika tillfälliga arrangemang såsom utställningar av unga och experimenterande konstnärers verk, filmvisning, happenings med mera.

## Representerade konstnärer (urval)
- Vincent van Gogh
- Pablo Picasso
- Salvador Dalí
- Piet Mondrian
- Claude Monet
- Henri Matisse
- Paul Cézanne
- Frida Kahlo
- Andy Warhol